# 海蕾亞門
海蕾亞門（學名：Blastozoa）是動物界棘皮動物門之下的一個亞門，由J. Sprinkle在西元1973年從海百合亞門（Crinozoa）中劃分出來。其下的物種皆已滅絕，牠們的特徵有專門的呼吸構造及用於進食的腕板（brachiole plates）。

## 分類
- †海蕾纲 Blastoidea
- †海冠纲 Coronoidea[2][3]（部分研究將其歸入海蕾纲下[4][5]）
- †拟海蕾纲 Parablastoidea
- †孔菱纲 Rhombifera
- †双孔纲 Diploporita
- †始海百合纲 Eocrinoidea
- †拟海百合纲 Paracrinoidea